# Аю Кёус
Аю Кёус (кхмер. អៀ កឹស; 1905 — 14 января 1950, Пномпень, Французский Индокитай) — камбоджийский государственный деятель, премьер-министр Камбоджи (1949).

## Биография
Аю Кёус, интеллектуал из Баттамбанга, был одним из основателей Демократической партии в апреле 1946 года, вместе с Симом Варом и принцем Сисоватом Ютевонгом. Эта партия стала доминирующей силой в политической жизни Камбоджи с конца Второй мировой войны до получения независимости в 1953 году.
После выборов 1947 года, на которых он получил около 85% голосов в своем избирательном округе в Пномпене, Аю Кёус был назначен председателем национального собрания Камбоджи.
Несколько месяцев спустя он стал противостоять правительству из-за скандала с торговлей хлопком, в которую были вовлечены несколько депутатов Демократической партии, включая Сама Неана, тогдашнего вице-президента собрания, который вынужден был покинуть партию. Премьер-министр Чеан Вам потребовал снять неприкосновенность с парламентариев для проведения расследования, но Ию Кеус отказался согласиться на это, опасаясь создания прецедента, который мог бы ослабить силу парламента. Голосование произошло, и запрос правительства был отклонен с голосами 23 против 21, что вскоре привело к падению правительства Чеан Вама.
В ночь с 14 на 15 января 1950 года неизвестный бросил гранату в вход партийного здания Демократической партии, что серьезно ранило Ию Кеуса, находившегося внутри здания. Его доставили в больницу на рикше, но от полученных ран он скончался. Свидетель нападения преследовал нападавшего, схватил его и отвел в полицейский участок. Задержанный оказался неграмотным и утверждал, что является членом Либеральной партии, но затем отказался от своих слов. В связи с угрозой возможной мести, принц Нородом Нориндет, лидер Либеральной партии, покинул Камбоджу и уехал во Францию до окончания расследования. Его побегу не препятствовала и, по некоторым сведениям, даже был потворствовал колониальный режимом и камбоджийская полицией, которой руководил Лон Нол.
Почти 50 000 человек следовали за похоронным караваном, несущие плакаты с надписью «Кёус отдал жизнь за партию», что вызвало недовольство короля Нородома Сианука и его сторонников, которые считали этот слоган провокационным или глупым, а возможно и тем и другим. Французы обвиняли националистических повстанцев Кхмер Иссарак, которые, предположительно, хотели убить Ию Кеуса до возобновления работы собрания. Другие источники указывали на французов, Сианука или нового премьер-министра Ема Самбура. Возможно, некоторые из них знали о покушении, но не предприняли никаких мер, чтобы его предотвратить.

## Потомки
Сын Аю Паннакар с 2012 по 2018 год член Сената Камбоджи (номинирован королём).